# Serie A2 2009-2010 (pallavolo femminile)
La Serie A2 italiana di pallavolo femminile 2009-2010 si è svolta dall'11 ottobre 2009 al 19 maggio 2010: al torneo hanno partecipato sedici squadre di club italiane e la vittoria finale è andata per la prima volta all'Aprilia Volley.

## Regolamento
Le squadre hanno disputato un girone all'italiana, con gare di andata e ritorno, per un totale di trenta giornate; al termine della regular season:
- La prima classificata è promossa in Serie A1.
- Le classificate dal secondo al quinto posto hanno acceduto ai play-off promozione, strutturati in semifinali, giocate al meglio di due vittorie su tre gare, e finale, giocata al meglio di tre vittorie su cinque gare: la vincitrice è promossa in Serie A1.
- Le ultime due classificate sono retrocesse in Serie B1.

## Squadre partecipanti
Dovevano prendere originariamente parte al torneo diciotto squadre, poi ridotte a sedici per la mancata iscrizione di Milano e Nocera Umbra. La Magliano Trasformatori Chieri e l'Osmo BPVi Vicenza erano le formazioni retrocesse dall'A1 2008-09, mentre Buzzi&Buzzi Busnago, Conero e Ponterosso, Sì Supermercati Emmedata Loreto, Lavoro.Doc Pontecagnano Faiano e Liu·Jo Carpi erano quelle neopromosse dalla B1 2008-09. Il posto di Urbino, che ha acquisito i diritti per disputare l'A1, è stato preso dalla Linkem Club Italia. Cremona, infine, ha ceduto il suo titolo alla Vital Nature Verona.
| Squadra | Squadra | Squadra                        |  | Squadra | Squadra                         | Squadra                        |
| --- | --- | ------------------------------ |  | ------- | ------------------------------- | ------------------------------ |
| | | Acqua & Sapone Aprilia         |  |         |                                 | Lavoro.Doc Pontecagnano Faiano |
| Allenatore: Luca Cristofani Stagioni in Serie A1: 2 2008-09: 10ª in A2 Campo di gioco: PalaLavinium di Pomezia, RM                    | Allenatore: Jimenez (1ª-15ª), Marino (dalla 16ª) Stagioni in Serie A2: 1 2008-09: 1ª in B1; promossa in A2 Campo di gioco: PalaBerlinguer di Bellizzi, SA                   |                                |  |         |                                 |                                |
| | | All Fin CFL Volta Mantovana    |  |         | Linkem Club Italia              |                                |
| Allenatore: Mauro Masacci Stagioni in Serie A1: 4 2008-09: 6ª in A2 Campo di gioco: PalaValle di Volta Mantovana, MN                  | Allenatore: Massimo Barbolini Stagioni in Serie A2: 1 2008-09: ?ª in B1 Campo di gioco: Palasport di Monterotondo, RM                                                       |                                |  |         |                                 |                                |
| | | Buzzi&Buzzi Busnago            |  |         | Liu·Jo Carpi                    |                                |
| Allenatore: Davide Delmati Stagioni in Serie A2: 1 2008-09: 1ª in B1; promossa in A2 Campo di gioco: PalaBusnago di Busnago, MB       | Allenatore: Augusto Sazzi Stagioni in Serie A2: 7 2008-09: 1ª in B1; promossa in A2 Campo di gioco: PalaFerrari di Carpi, MO                                                |                                |  |         |                                 |                                |
| | | Cariparma SiGrade Parma        |  |         | Magliano Trasformatori Chieri   |                                |
| Allenatore: Stefano Micoli Stagioni in Serie A2: 3 2008-09: 4ª in A2 Campo di gioco: PalaRaschi di Parma                              | Allenatore: Bruno Napolitano Stagioni in Serie A2: 2 2008-09: 13ª in A1; retrocessa in A2 Campo di gioco: PalaFamila di Chieri, TO                                          |                                |  |         |                                 |                                |
| | | Cedat 85 San Vito dei Normanni |  |         | Osmo BPVi Vicenza               |                                |
| Allenatore: Cosimo Lo Re Stagioni in Serie A2: 3 2008-09: 9ª in A2 Campo di gioco: PalaMacchitella di San Vito dei Normanni, BR       | Allenatore: Mauro Marasciulo Stagioni in Serie A2: 7 2008-09: 14ª in A1; retrocessa in A2 Campo di gioco: Palasport Città di Vicenza di Vicenza                             |                                |  |         |                                 |                                |
| | | Conero e Ponterosso            |  |         | Sì Supermercati Emmedata Loreto |                                |
| Allenatore: Luisa Fusco Stagioni in Serie A2: 1 2008-09: 2ª in B1; promossa in A2 dopo play-off Campo di gioco: PalaBrasili di Ancona | Allenatore: Sabbatini (1ª-13ª), Pistola (dalla 14ª) Stagioni in Serie A2: 1 2008-09: 1ª in B1; promossa in A2 Campo di gioco: PalaSerenelli di Loreto, AN                   |                                |  |         |                                 |                                |
| | | Infotel Forlì                  |  |         | So.Ge.S.A. Roma                 |                                |
| Allenatore: Benelli (1ª-12ª), Breviglieri (dalla 13ª) Stagioni in Serie A2: 6 2008-09: 13ª in A2 Campo di gioco: PalaRomiti di Forlì  | Allenatore: Lorenzo De Gregoriis Stagioni in Serie A2: 19 2008-09: 12ª in A2 Campo di gioco: PalaFonte di Roma                                                              |                                |  |         |                                 |                                |
| | | Kathy Van Zeeland Donoratico   |  |         | Vital Nature Verona             |                                |
| Allenatore: Alessandro Menicucci Stagioni in Serie A2: 2 2008-09: 11ª in A2 Campo di gioco: PalaVolley di Castagneto Carducci, LI     | Allenatore: Galli (1ª-15ª), Guidetti (dalla 16ª) Stagioni in Serie A2: 1 2008-09: 2ª in B1; acquisisce il titolo sportivo di Cremona. Campo di gioco: PalaOlimpia di Verona |                                |  |         |                                 |                                |

## Torneo

### Regular season

#### Risultati
| Prima giornata |                        |     |                                   |
|                |                        |     |                                   |
| 11-10          | Aprilia-Parma          | 3-1 | 25-16, 25-16, 22-25, 25-23        |
| 11-10          | Chieri-Club Italia     | 3-0 | 25-10, 25-15, 25-17               |
| 10-10          | Forlì-Carpi            | 0-3 | 19-25, 31-33, 20-25               |
| 11-10          | Loreto-Verona          | 3-2 | 20-25, 16-25, 25-18, 28-26, 15-12 |
| 11-10          | Roma-Pontecagnano      | 0-3 | 22-25, 20-25, 14-25               |
| 11-10          | San Vito-Busnago       | 3-1 | 25-20, 25-11, 16-25, 25-20        |
| 11-10          | Vicenza-Donoratico     | 3-1 | 25-20, 25-19, 22-25, 25-22        |
| 11-10          | Volta Mantovana-Ancona | 3-0 | 26-24, 25-22, 25-22               |

| Seconda giornata |                              |     |                                   |
|                  |                              |     |                                   |
| 18-10            | Ancona-San Vito              | 3-1 | 25-16, 25-13, 15-25, 25-16        |
| 18-10            | Busnago-Vicenza              | 3-2 | 25-15, 33-31, 24-26, 27-29, 16-14 |
| 18-10            | Carpi-Aprilia                | 3-0 | 25-14, 25-16, 25-16               |
| 17-10            | Club Italia-Forlì            | 0-3 | 23-25, 16-25, 13-25               |
| 18-10            | Donoratico-Roma              | 3-0 | 25-10, 25-16, 25-22               |
| 18-10            | Parma-Loreto                 | 3-2 | 25-21, 21-25, 22-25, 25-20, 15-10 |
| 18-10            | Pontecagnano-Volta Mantovana | 3-0 | 25-15, 25-15, 25-17               |
| 17-10            | Verona-Chieri                | 2-3 | 25-16, 32-30, 20-25, 19-25, 8-15  |

| Terza giornata |                         |     |                                   |
|                |                         |     |                                   |
| 25-10          | Aprilia-Ancona          | 3-0 | 25-19, 25-17, 30-28               |
| 25-10          | Chieri-Forlì            | 0-3 | 22-25, 25-27, 22-25               |
| 25-10          | Donoratico-Parma        | 0-3 | 19-25, 24-26, 20-25               |
| 24-10          | Loreto-Pontecagnano     | 0-3 | 20-25, 27-29, 16-25               |
| 25-10          | Roma-Carpi              | 0-3 | 17-25, 8-25, 17-25                |
| 25-10          | San Vito-Verona         | 3-2 | 19-25, 25-15, 25-21, 20-25, 15-10 |
| 25-10          | Vicenza-Club Italia     | 3-0 | 25-22, 25-11, 26-24               |
| 25-10          | Volta Mantovana-Busnago | 1-3 | 26-28, 26-28, 25-17, 20-25        |

| Quarta giornata |                             |     |                            |
|                 |                             |     |                            |
| 01-11           | Ancona-Roma                 | 1-3 | 25-13, 19-25, 19-25, 17-25 |
| 01-11           | Busnago-Donoratico          | 3-0 | 25-13, 25-15, 25-21        |
| 01-11           | Carpi-Loreto                | 3-1 | 25-16, 25-13, 24-26, 25-17 |
| 01-11           | Club Italia-Volta Mantovana | 0-3 | 20-25, 17-25, 23-25        |
| 01-11           | Forlì-Aprilia               | 1-3 | 21-25, 13-25, 25-12, 24-26 |
| 01-11           | Parma-Verona                | 3-0 | 25-22, 25-11, 25-21        |
| 01-11           | Pontecagnano-Chieri         | 1-3 | 20-25, 23-25, 25-19, 16-25 |
| 01-11           | San Vito-Vicenza            | 3-1 | 25-17, 25-19, 16-25, 25-19 |

| Quinta giornata |                      |     |                                   |
|                 |                      |     |                                   |
| 08-11           | Aprilia-Club Italia  | 3-1 | 21-25, 25-18, 25-9, 25-18         |
| 08-11           | Carpi-Busnago        | 3-0 | 25-18, 25-23, 25-14               |
| 08-11           | Chieri-San Vito      | 3-0 | 25-20, 25-21, 25-14               |
| 08-11           | Donoratico-Ancona    | 3-1 | 25-19, 17-25, 25-22, 25-20        |
| 07-11           | Loreto-Forlì         | 3-0 | 25-16, 25-22, 25-20               |
| 08-11           | Roma-Volta Mantovana | 3-2 | 23-25, 22-25, 25-18, 25-22, 15-9  |
| 07-11           | Verona-Pontecagnano  | 2-3 | 25-23, 23-25, 23-25, 25-15, 16-18 |
| 08-11           | Vicenza-Parma        | 0-3 | 22-25, 13-25, 17-25               |

| Sesta giornata |                         |     |                                   |
|                |                         |     |                                   |
| 15-11          | Ancona-Vicenza          | 3-2 | 19-25, 25-22, 18-25, 28-26, 15-11 |
| 15-11          | Busnago-Loreto          | 3-0 | 25-21, 25-18, 25-13               |
| 14-11          | Club Italia-Roma        | 0-3 | 21-25, 17-25, 15-25               |
| 15-11          | Forlì-San Vito          | 3-2 | 25-21, 21-25, 25-16, 22-25, 15-13 |
| 15-11          | Parma-Chieri            | 3-1 | 21-25, 25-18, 25-22, 25-19        |
| 15-11          | Pontecagnano-Carpi      | 3-1 | 27-25, 25-21, 16-25, 25-21        |
| 14-11          | Verona-Donoratico       | 3-0 | 25-18, 25-19, 27-25               |
| 15-11          | Volta Mantovana-Aprilia | 0-3 | 22-25, 17-25, 26-28               |

| Settima giornata |                       |     |                                   |
|                  |                       |     |                                   |
| 22-11            | Busnago-Parma         | 1-3 | 24-26, 23-25, 27-25, 23-25        |
| 22-11            | Carpi-Volta Mantovana | 2-3 | 25-17, 24-26, 25-21, 21-25, 14-16 |
| 22-11            | Chieri-Ancona         | 3-1 | 21-25, 25-17, 26-24, 25-11        |
| 22-11            | Donoratico-Forlì      | 3-0 | 25-17, 26-24, 25-16               |
| 22-11            | Loreto-Aprilia        | 0-3 | 13-25, 18-25, 21-25               |
| 22-11            | Roma-Verona           | 3-2 | 19-25, 26-24, 12-25, 25-17, 15-10 |
| 22-11            | San Vito-Club Italia  | 3-0 | 25-21, 25-23, 25-15               |
| 22-11            | Vicenza-Pontecagnano  | 3-2 | 23-25, 25-23, 14-25, 25-19, 19-17 |

| Ottava giornata |                         |     |                                   |
|                 |                         |     |                                   |
| 25-11           | Ancona-Carpi            | 1-3 | 27-25, 14-25, 20-25, 20-25        |
| 25-11           | Aprilia-San Vito        | 3-0 | 25-19, 25-13, 28-26               |
| 25-11           | Club Italia-Loreto      | 0-3 | 20-25, 22-25, 21-25               |
| 25-11           | Forlì-Vicenza           | 1-3 | 24-26, 25-17, 11-25, 17-25        |
| 25-11           | Parma-Roma              | 3-1 | 25-19, 25-20, 20-25, 25-12        |
| 25-11           | Pontecagnano-Donoratico | 3-2 | 27-29, 17-25, 28-26, 25-15, 15-10 |
| 25-11           | Verona-Busnago          | 3-1 | 20-25, 25-19, 25-17, 25-23        |
| 25-11           | Volta Mantovana-Chieri  | 1-3 | 17-25, 21-25, 27-25, 15-25        |

| Nona giornata |                          |     |                                   |
|               |                          |     |                                   |
| 29-11         | Aprilia-Chieri           | 3-1 | 25-21, 25-22, 19-25, 25-19        |
| 29-11         | Carpi-Verona             | 3-1 | 28-30, 25-20, 25-22, 25-16        |
| 29-11         | Forlì-Ancona             | 1-3 | 17-25, 25-16, 15-25, 16-25        |
| 29-11         | Loreto-Donoratico        | 3-0 | 25-21, 25-22, 26-24               |
| 29-11         | Pontecagnano-Club Italia | 3-0 | 25-20, 25-16, 25-13               |
| 29-11         | Roma-Busnago             | 2-3 | 28-26, 25-18, 18-25, 20-25, 8-15  |
| 29-11         | San Vito-Parma           | 2-3 | 11-25, 25-23, 21-25, 25-19, 11-15 |
| 29-11         | Vicenza-Volta Mantovana  | 3-1 | 26-24, 25-15, 18-25, 35-33        |

| Decima giornata |                          |     |                            |
|                 |                          |     |                            |
| 06-12           | Busnago-Pontecagnano     | 3-0 | 25-20, 25-17, 25-23        |
| 06-12           | Chieri-Vicenza           | 3-0 | 25-19, 25-20, 25-23        |
| 05-12           | Club Italia-Ancona       | 0-3 | 18-25, 13-25, 26-28        |
| 06-12           | Donoratico-Carpi         | 3-1 | 21-25, 25-16, 25-18, 25-13 |
| 06-12           | Parma-Forlì              | 3-1 | 26-24, 25-23, 18-25, 25-21 |
| 06-12           | Loreto-Roma              | 3-1 | 19-25, 25-17, 25-19, 25-21 |
| 06-12           | Verona-Aprilia           | 3-0 | 25-18, 25-18, 25-18        |
| 06-12           | Volta Mantovana-San Vito | 3-0 | 25-17, 25-17, 25-16        |

| Undicesima giornata |                       |     |                                   |
|                     |                       |     |                                   |
| 13-12               | Ancona-Pontecagnano   | 3-2 | 12-25, 25-23, 22-25, 25-19, 15-12 |
| 13-12               | Aprilia-Busnago       | 3-2 | 25-27, 25-17, 23-25, 25-21, 15-12 |
| 13-12               | Carpi-Parma           | 3-0 | 25-21, 26-24, 25-17               |
| 13-12               | Chieri-Donoratico     | 3-0 | 25-22, 25-23, 25-16               |
| 12-12               | Club Italia-Verona    | 2-3 | 25-21, 26-24, 9-25, 17-25, 13-15  |
| 13-12               | Forlì-Volta Mantovana | 2-3 | 31-29, 25-16, 23-25, 20-25, 11-15 |
| 13-12               | San Vito-Loreto       | 3-0 | 25-22, 25-18, 25-14               |
| 13-12               | Vicenza-Roma          | 3-2 | 25-21, 22-25, 25-18, 24-26, 15-12 |

| Dodicesima giornata |                       |     |                                   |
|                     |                       |     |                                   |
| 16-12               | Busnago-Club Italia   | 3-0 | 25-21, 25-16, 25-15               |
| 16-12               | Donoratico-Aprilia    | 1-3 | 21-25, 26-24, 18-25, 21-25        |
| 16-12               | Loreto-Chieri         | 0-3 | 21-25, 12-25, 22-25               |
| 16-12               | Pontecagnano-San Vito | 2-3 | 25-19, 25-17, 17-25, 20-25, 9-15  |
| 16-12               | Roma-Forlì            | 3-1 | 20-25, 27-25, 25-21, 25-21        |
| 16-12               | Verona-Ancona         | 1-3 | 19-25, 23-25, 25-21, 23-25        |
| 16-12               | Vicenza-Carpi         | 3-1 | 25-19, 14-25, 25-19, 25-17        |
| 16-12               | Volta Mantovana-Parma | 2-3 | 23-25, 26-24, 13-25, 25-19, 12-15 |

| Tredicesima giornata |                        |     |                                  |
|                      |                        |     |                                  |
| 20-12                | Ancona-Busnago         | 2-3 | 21-25, 25-23, 16-25, 25-20, 9-15 |
| 19-12                | Aprilia-Vicenza        | 3-1 | 25-19, 25-16, 21-25, 25-16       |
| 20-12                | Chieri-Roma            | 3-0 | 25-14, 25-19, 25-18              |
| 19-12                | Club Italia-Donoratico | 0-3 | 23-25, 17-25, 14-25              |
| 19-12                | Forlì-Verona           | 0-3 | 21-25, 22-25, 16-25              |
| 20-12                | Parma-Pontecagnano     | 3-1 | 20-25, 25-10, 25-23, 25-16       |
| 20-12                | San Vito-Carpi         | 0-3 | 26-28, 21-25, 22-25              |
| 20-12                | Volta Mantovana-Loreto | 3-0 | 25-19, 25-23, 25-20              |

| Quattordicesima giornata |                            |     |                                  |
|                          |                            |     |                                  |
| 27-12                    | Busnago-Forlì              | 3-0 | 25-18, 25-16, 29-27              |
| 27-12                    | Carpi-Chieri               | 3-1 | 25-14, 22-25, 28-26, 25-17       |
| 27-12                    | Donoratico-Volta Mantovana | 2-3 | 22-25, 25-22, 22-25, 27-25, 7-15 |
| 27-12                    | Loreto-Ancona              | 2-3 | 12-25, 25-15, 23-25, 25-20, 8-15 |
| 27-12                    | Parma-Club Italia          | 3-0 | 25-17, 25-8, 25-17               |
| 27-12                    | Pontecagnano-Aprilia       | 1-3 | 23-25, 25-18, 17-25, 22-25       |
| 27-12                    | Roma-San Vito              | 0-3 | 27-29, 21-25, 23-25              |
| 26-12                    | Verona-Vicenza             | 1-3 | 25-19, 23-25, 17-25, 22-25       |

| Quindicesima giornata |                        |     |                                   |
|                       |                        |     |                                   |
| 10-01                 | Ancona-Parma           | 0-3 | 21-25, 16-25, 11-25               |
| 09-01                 | Aprilia-Roma           | 3-0 | 25-19, 25-16, 25-15               |
| 10-01                 | Chieri-Busnago         | 3-1 | 8-25, 25-21, 25-22, 25-23         |
| 10-01                 | Club Italia-Carpi      | 0-3 | 16-25, 19-25, 11-25               |
| 09-01                 | Forlì-Pontecagnano     | 2-3 | 25-16, 11-25, 22-25, 25-20, 11-15 |
| 10-01                 | San Vito-Donoratico    | 3-2 | 22-25, 25-18, 25-20, 20-25, 18-16 |
| 10-01                 | Vicenza-Loreto         | 3-2 | 25-20, 24-26, 25-21, 19-25, 15-10 |
| 10-01                 | Volta Mantovana-Verona | 3-0 | 25-21, 25-18, 25-23               |

| Sedicesima giornata |                        |     |                                   |
|                     |                        |     |                                   |
| 17-01               | Ancona-Volta Mantovana | 2-3 | 19-25, 25-11, 25-19, 23-25, 12-15 |
| 17-01               | Busnago-San Vito       | 0-3 | 19-25, 21-25, 22-25               |
| 17-01               | Carpi-Forlì            | 3-0 | 25-17, 25-15, 25-23               |
| 16-01               | Club Italia-Chieri     | 0-3 | 17-25, 17-25, 16-25               |
| 17-01               | Donoratico-Vicenza     | 3-1 | 22-25, 25-23, 25-15, 25-21        |
| 17-01               | Parma-Aprilia          | 2-3 | 17-25, 25-23, 25-21, 23-25, 11-15 |
| 17-01               | Pontecagnano-Roma      | 3-1 | 25-19, 22-25, 25-15, 26-24        |
| 17-01               | Verona-Loreto          | 0-3 | 23-25, 22-25, 23-25               |

| Diciassettesima giornata |                              |     |                                   |
|                          |                              |     |                                   |
| 24-01                    | Aprilia-Carpi                | 3-0 | 25-15, 25-22, 25-23               |
| 24-01                    | Chieri-Verona                | 3-1 | 25-16, 25-21, 24-26, 25-23        |
| 23-01                    | Forlì-Club Italia            | 3-0 | 25-16, 25-18, 25-15               |
| 24-01                    | Loreto-Parma                 | 2-3 | 25-20, 22-25, 25-22, 22-25, 10-15 |
| 24-01                    | Roma-Donoratico              | 2-3 | 26-24, 18-25, 22-25, 25-18, 15-17 |
| 24-01                    | San Vito-Ancona              | 3-0 | 25-22, 25-12, 25-21               |
| 24-01                    | Vicenza-Busnago              | 3-1 | 25-19, 21-25, 25-15, 25-22        |
| 24-01                    | Volta Mantovana-Pontecagnano | 3-0 | 25-16, 25-12, 25-22               |

| Diciottesima giornata |                         |     |                                   |
|                       |                         |     |                                   |
| 31-01                 | Ancona-Aprilia          | 0-3 | 25-27, 20-25, 29-31               |
| 31-01                 | Busnago-Volta Mantovana | 1-3 | 24-26, 25-27, 25-17, 22-25        |
| 31-01                 | Carpi-Roma              | 3-0 | 25-21, 25-21, 25-17               |
| 30-01                 | Club Italia-Vicenza     | 0-3 | 16-25, 22-25, 10-25               |
| 31-01                 | Forlì-Chieri            | 0-3 | 18-25, 23-25, 20-25               |
| 31-01                 | Parma-Donoratico        | 1-3 | 15-25, 25-19, 21-25, 18-25        |
| 31-01                 | Pontecagnano-Loreto     | 1-3 | 21-25, 26-24, 24-26, 23-25        |
| 31-01                 | Verona-San Vito         | 3-2 | 23-25, 25-14, 25-17, 20-25, 23-21 |

| Diciannovesima giornata |                             |     |                                   |
|                         |                             |     |                                   |
| 06-02                   | Aprilia-Forlì               | 3-0 | 25-18, 25-21, 25-11               |
| 07-02                   | Chieri-Pontecagnano         | 3-1 | 25-23, 23-25, 27-25, 25-20        |
| 07-02                   | Donoratico-Busnago          | 1-3 | 25-19, 22-25, 22-25, 28-30        |
| 07-02                   | Loreto-Carpi                | 0-3 | 26-28, 22-25, 18-25               |
| 07-02                   | Roma-Ancona                 | 3-1 | 25-21, 22-25, 25-13, 25-19        |
| 07-02                   | Verona-Parma                | 3-1 | 25-22, 25-18, 17-25, 25-21        |
| 07-02                   | Vicenza-San Vito            | 2-3 | 25-22, 22-25, 18-25, 25-22, 12-15 |
| 07-02                   | Volta Mantovana-Club Italia | 3-0 | 25-11, 25-21, 25-21               |

| Ventesima giornata |                      |     |                                   |
|                    |                      |     |                                   |
| 14-02              | Ancona-Donoratico    | 0-3 | 23-25, 23-25, 25-27               |
| 14-02              | Busnago-Carpi        | 3-1 | 21-25, 25-17, 25-22, 29-27        |
| 13-02              | Club Italia-Aprilia  | 0-3 | 14-25, 19-25, 16-25               |
| 14-02              | Forlì-Loreto         | 3-0 | 25-15, 25-18, 25-19               |
| 14-02              | Parma-Vicenza        | 3-0 | 25-19, 25-23, 25-10               |
| 14-02              | Pontecagnano-Verona  | 3-0 | 25-15, 25-18, 25-19               |
| 14-02              | San Vito-Chieri      | 2-3 | 16-25, 28-26, 18-25, 25-22, 11-15 |
| 14-02              | Volta Mantovana-Roma | 3-1 | 27-29, 25-23, 25-14, 25-19        |

| Ventunesima giornata |                         |     |                                 |
|                      |                         |     |                                 |
| 21-02                | Aprilia-Volta Mantovana | 3-1 | 18-25, 30-28, 25-21, 25-14      |
| 21-02                | Carpi-Pontecagnano      | 3-0 | 25-19, 25-11, 25-17             |
| 21-02                | Chieri-Parma            | 3-1 | 25-10, 25-27, 25-17, 25-20      |
| 21-02                | Donoratico-Verona       | 0-3 | 23-25, 23-25, 23-25             |
| 21-02                | Loreto-Busnago          | 3-1 | 25-16, 25-15, 22-25, 25-23      |
| 21-02                | Roma-Club Italia        | 3-2 | 9-25, 25-23, 25-15, 21-25, 15-8 |
| 21-02                | San Vito-Forlì          | 3-0 | 25-17, 30-28, 25-21             |
| 21-02                | Vicenza-Ancona          | 3-0 | 25-21, 25-19, 25-18             |

| Ventiduesima giornata |                       |     |                                   |
|                       |                       |     |                                   |
| 07-03                 | Ancona-Chieri         | 0-3 | 21-25, 21-25, 17-25               |
| 07-03                 | Aprilia-Loreto        | 3-1 | 25-22, 25-17, 22-25, 25-19        |
| 06-03                 | Club Italia-San Vito  | 0-3 | 18-25, 17-25, 22-25               |
| 07-03                 | Forlì-Donoratico      | 3-2 | 34-36, 25-18, 18-25, 25-20, 15-10 |
| 07-03                 | Parma-Busnago         | 3-0 | 25-21, 25-19, 25-20               |
| 07-03                 | Pontecagnano-Vicenza  | 3-1 | 25-21, 20-25, 25-23, 25-22        |
| 07-03                 | Verona-Roma           | 3-0 | 25-21, 25-17, 25-16               |
| 07-03                 | Volta Mantovana-Carpi | 1-3 | 21-25, 22-25, 25-19, 19-25        |

| Ventitreesima giornata |                         |     |                                  |
|                        |                         |     |                                  |
| 10-03                  | Busnago-Verona          | 3-1 | 23-25, 25-14, 25-15, 25-12       |
| 10-03                  | Carpi-Ancona            | 3-2 | 19-25, 25-18, 24-26, 25-20, 15-7 |
| 10-03                  | Chieri-Volta Mantovana  | 1-3 | 19-25, 21-25, 25-16, 22-25       |
| 10-03                  | Donoratico-Pontecagnano | 3-0 | 25-19, 25-22, 26-24              |
| 10-03                  | Loreto-Club Italia      | 3-0 | 28-26, 25-19, 25-20              |
| 10-03                  | Roma-Parma              | 0-3 | 15-25, 24-26, 13-25              |
| 10-03                  | San Vito-Aprilia        | 3-1 | 25-22, 12-25, 25-19, 25-17       |
| 10-03                  | Vicenza-Forlì           | 0-3 | 24-26, 20-25, 21-25              |

| Ventiquattresima giornata |                          |     |                                  |
|                           |                          |     |                                  |
| 14-03                     | Ancona-Forlì             | 3-1 | 25-15, 14-25, 25-20, 25-23       |
| 14-03                     | Busnago-Roma             | 3-0 | 28-26, 25-13, 25-21              |
| 14-03                     | Chieri-Aprilia           | 1-3 | 22-25, 15-25, 25-19, 19-25       |
| 13-03                     | Club Italia-Pontecagnano | 1-3 | 11-25, 24-26, 25-21, 17-25       |
| 14-03                     | Donoratico-Loreto        | 2-3 | 16-25, 25-19, 16-25, 26-24, 6-15 |
| 14-03                     | Parma-San Vito           | 3-0 | 25-21, 25-12, 25-15              |
| 14-03                     | Verona-Carpi             | 3-0 | 25-18, 25-18, 25-18              |
| 14-03                     | Volta Mantovana-Vicenza  | 3-1 | 22-25, 25-20, 25-23, 25-19       |

| Venticinquesima giornata |                          |     |                                   |
|                          |                          |     |                                   |
| 21-03                    | Ancona-Club Italia       | 3-0 | 25-17, 25-20, 29-27               |
| 20-03                    | Aprilia-Verona           | 3-1 | 24-26, 25-21, 25-20, 25-22        |
| 21-03                    | Carpi-Donoratico         | 3-0 | 25-14, 25-17, 25-16               |
| 20-03                    | Forlì-Parma              | 1-3 | 18-25, 15-25, 25-17, 23-25        |
| 21-03                    | Pontecagnano-Busnago     | 2-3 | 26-24, 25-17, 20-25, 21-25, 12-15 |
| 21-03                    | Roma-Loreto              | 3-1 | 14-25, 25-23, 25-22, 28-26        |
| 21-03                    | San Vito-Volta Mantovana | 0-3 | 20-25, 24-26, 20-25               |
| 21-03                    | Vicenza-Chieri           | 3-2 | 24-26, 25-21, 21-25, 25-20, 15-10 |

| Ventiseiesima giornata |                       |     |                                   |
|                        |                       |     |                                   |
| 28-03                  | Busnago-Aprilia       | 0-3 | 20-25, 25-27, 21-25               |
| 28-03                  | Donoratico-Chieri     | 1-3 | 20-25, 25-20, 22-25, 19-25        |
| 28-03                  | Loreto-San Vito       | 2-3 | 25-18, 20-25, 25-20, 21-25, 12-15 |
| 28-03                  | Parma-Carpi           | 3-0 | 25-21, 25-21, 25-17               |
| 28-03                  | Pontecagnano-Ancona   | 3-0 | 25-17, 25-21, 25-20               |
| 28-03                  | Roma-Vicenza          | 3-2 | 20-25, 25-19, 25-23, 23-25, 15-8  |
| 27-03                  | Verona-Club Italia    | 3-0 | 25-14, 25-13, 25-19               |
| 28-03                  | Volta Mantovana-Forlì | 3-0 | 25-20, 25-23, 25-20               |

| Ventisettesima giornata |                       |     |                                   |
|                         |                       |     |                                   |
| 03-04                   | Ancona-Verona         | 0-3 | 20-25, 19-25, 22-25               |
| 03-04                   | Aprilia-Donoratico    | 3-0 | 25-18, 25-9, 25-18                |
| 03-04                   | Carpi-Vicenza         | 3-0 | 25-17, 25-21, 25-21               |
| 03-04                   | Chieri-Loreto         | 3-2 | 25-20, 26-24, 22-25, 25-27, 15-11 |
| 03-04                   | Club Italia-Busnago   | 0-3 | 21-25, 17-25, 23-25               |
| 03-04                   | Forlì-Roma            | 3-0 | 25-12, 26-24, 25-23               |
| 03-04                   | Parma-Volta           | 1-3 | 22-25, 25-20, 20-25, 20-25        |
| 03-04                   | San Vito-Pontecagnano | 2-3 | 34-36, 29-27, 22-25, 25-20, 13-15 |

| Ventottesima giornata |                        |     |                                   |
|                       |                        |     |                                   |
| 11-04                 | Busnago-Ancona         | 3-0 | 25-11, 25-18, 25-11               |
| 11-04                 | Carpi-San Vito         | 3-1 | 28-26, 25-17, 19-25, 25-19        |
| 11-04                 | Donoratico-Club Italia | 3-0 | 25-14, 25-18, 25-22               |
| 11-04                 | Loreto-Volta Mantovana | 2-3 | 25-23, 23-25, 23-25, 26-24, 20-22 |
| 11-04                 | Pontecagnano-Parma     | 1-3 | 18-25, 25-20, 23-25, 23-25        |
| 11-04                 | Roma-Chieri            | 2-3 | 25-19, 25-14, 20-25, 25-27, 11-15 |
| 11-04                 | Verona-Forlì           | 2-3 | 23-25, 25-20, 25-20, 23-25, 10-15 |
| 11-04                 | Vicenza-Aprilia        | 0-3 | 17-25, 12-25, 17-25               |

| Ventinovesima giornata |                            |     |                                   |
|                        |                            |     |                                   |
| 18-04                  | Ancona-Loreto              | 0-3 | 19-25, 21-25, 20-25               |
| 18-04                  | Aprilia-Pontecagnano       | 3-2 | 21-25, 25-22, 25-17, 29-31, 15-13 |
| 18-04                  | Chieri-Carpi               | 3-0 | 25-16, 25-22, 25-17               |
| 18-04                  | Club Italia-Parma          | 1-3 | 25-20, 19-25, 13-25, 11-25        |
| 18-04                  | Forlì-Busnago              | 3-0 | 25-16, 25-23, 25-22               |
| 18-04                  | San Vito-Roma              | 3-2 | 20-25, 25-21, 25-20, 22-25, 15-11 |
| 18-04                  | Vicenza-Verona             | 2-3 | 21-25, 25-21, 14-25, 25-10, 12-15 |
| 18-04                  | Volta Mantovana-Donoratico | 1-3 | 25-20, 27-29, 18-25, 22-25        |

| Trentesima giornata |                        |     |                                   |
|                     |                        |     |                                   |
| 25-04               | Busnago-Chieri         | 3-0 | 27-25, 25-11, 25-23               |
| 25-04               | Carpi-Club Italia      | 3-0 | 25-23, 25-20, 25-13               |
| 25-04               | Donoratico-San Vito    | 3-2 | 20-25, 25-14, 25-23, 23-25, 15-12 |
| 25-04               | Loreto-Vicenza         | 3-1 | 17-25, 25-20, 25-22, 25-18        |
| 25-04               | Parma-Ancona           | 3-0 | 25-14, 25-19, 25-18               |
| 25-04               | Pontecagnano-Forlì     | 2-3 | 23-25, 30-28, 25-20, 17-25, 6-15  |
| 25-04               | Roma-Aprilia           | 3-2 | 25-22, 25-23, 23-25, 26-28, 15-13 |
| 25-04               | Verona-Volta Mantovana | 3-1 | 19-25, 25-19, 28-26, 26-24        |

#### Classifica
| Pos. | Squadra                         | Pt | G  | V  | P  | SV | SP |
| ---- | ------------------------------- | -- | -- | -- | -- | -- | -- |
| 1.   | Acqua & Sapone Aprilia          | 76 | 30 | 26 | 4  | 81 | 29 |
| 2.   | Cariparma SiGrade Parma         | 66 | 30 | 23 | 7  | 76 | 37 |
| 3.   | Magliano Trasformatori Chieri   | 63 | 30 | 22 | 8  | 73 | 40 |
| 4.   | Liu·Jo Carpi                    | 63 | 30 | 21 | 9  | 69 | 35 |
| 5.   | All Fin CFL Volta Mantovana     | 54 | 30 | 19 | 11 | 68 | 48 |
| 6.   | Buzzi&Buzzi Busnago             | 48 | 30 | 17 | 13 | 60 | 51 |
| 7.   | Cedat 85 San Vito dei Normanni  | 48 | 30 | 16 | 14 | 62 | 57 |
| 8.   | Vital Nature Verona             | 45 | 30 | 14 | 16 | 60 | 57 |
| 9.   | Lavoro.Doc Pontecagnano Faiano  | 44 | 30 | 14 | 16 | 60 | 60 |
| 10.  | Kathy Van Zeeland Donoratico    | 42 | 30 | 13 | 17 | 53 | 60 |
| 11.  | Sì Supermercati Emmedata Loreto | 41 | 30 | 12 | 18 | 53 | 62 |
| 12.  | Osmo BPVi Vicenza               | 40 | 30 | 13 | 17 | 55 | 65 |
| 13.  | Infotel Forlì                   | 31 | 30 | 11 | 19 | 44 | 65 |
| 14.  | So.Ge.S.A. Roma                 | 30 | 30 | 10 | 20 | 44 | 74 |
| 15.  | Edilcost Ancona                 | 27 | 30 | 9  | 21 | 38 | 73 |
| 16.  | Linkem Club Italia              | 2  | 30 | 0  | 30 | 7  | 90 |

| Promossa in Serie A1 | Qualificate ai play-off promozione | Retrocesse in Serie B1 | Non concorre |

### Play-off promozione

#### Tabellone
|  | Semifinali | Semifinali      | Semifinali      | Semifinali | Semifinali |  |  | Finale | Finale | Finale | Finale | Finale | Finale | Finale |  |
|  |            |                 |                 |            |            |  |  |        |        |        |        |        |        |        |  |
|  | 2          | Parma           | Parma           | 3          | 3          |  |  |        |        |        |        |        |        |        |  |
|  | 5          | Volta Mantovana | Volta Mantovana | 1          | 1          |  |  | 2      | Parma  | Parma  | 3      | 1      | 2      | 1      |  |
|  | 3          | Chieri          | Chieri          | 1          | 0          |  |  | 4      | Carpi  | Carpi  | 0      | 3      | 3      | 3      |  |
|  | 4          | Carpi           | Carpi           | 3          | 3          |  |  |        |        |        |        |        |        |        |  |

#### Risultati
| Semifinali |                       |     |                            |
|            |                       |     |                            |
| 28-04      | Chieri-Carpi          | 1-3 | 25-18, 18-25, 24-26, 13-25 |
| 28-04      | Parma-Volta Mantovana | 3-1 | 25-23, 25-22, 23-25, 25-17 |

| 02-05 | Carpi-Chieri          | 3-0 | 25-13, 25-20, 25-23        |
| 02-05 | Volta Mantovana-Parma | 1-3 | 25-22, 28-30, 22-25, 23-25 |

| Finali |             |     |                                   |
|        |             |     |                                   |
| 08-05  | Parma-Carpi | 3-0 | 25-23, 25-21, 25-22               |
| 13-05  | Carpi-Parma | 3-1 | 22-25, 25-23, 25-18, 25-20        |
| 16-05  | Parma-Carpi | 2-3 | 19-25, 13-25, 25-12, 25-19, 12-15 |
| 19-05  | Carpi-Parma | 3-1 | 25-20, 24-26, 25-19, 25-17        |

## Statistiche

### Classifica di rendimento individuale
| Pos. |                     | Pt  | Squadra             |
| ---- | ------------------- | --- | ------------------- |
| 1.   | Elena García        | 561 | Donoratico          |
| 2.   | Soraia Neudil       | 537 | Busnago             |
| 3.   | Liesbet Vindevoghel | 529 | Volta               |
| 4.   | Sofia Arimattei     | 513 | Vicenza             |
| 5.   | Paola Capuano       | 481 | Pontecagnano Faiano |
| 6.   | Petja Cekova        | 470 | Vicenza             |
| 7.   | Sanja Hanusić       | 458 | San Vito            |
| 8.   | Jaline Prado        | 452 | Roma                |
| 9.   | Alessandra Fratoni  | 443 | Verona              |
| 10.  | Elisa Cella         | 438 | Aprilia             |